# コロニアルナンバー
コロニアルナンバー（Colonial Numbers）またはコロニアルファミリー（Colonial Families）はサラブレッドなどの競走馬を分類する牝系のひとつで、純サラブレッドではない、またはジェネラルスタッドブックに記載された繁殖牝馬に遡れないオセアニアの母系の総称である。

## 概要
初期のオーストラリア競馬はイギリスから輸入された競走馬によって行われ、当時のイギリス同様に長距離を数回走るヒート競走が主流であった。このとき使われていた品種はおもにアラブ馬やサラブレッド、アングロアラブであった。
コロニアルナンバーの元となる根幹牝馬が輸入されたのは1818年から1870年にかけてで、サラブレッドが多く輸入されるに従って非サラブレッドの供用頻度は下がっていった。だが一部の非サラブレッド牝系は優れたスピードと耐久力を持っていたことから、オーストラリアとニュージーランドのスタッドブックではこれらを正式な牝系と認め、番号を独自に振り分けた。これらの牝系はアラブ馬の血統が混じっており、たとえば最古の根幹牝馬であるC15のカリブーという馬（およそ1913年頃生）は、1908年にインドのカルカッタから輸入された（オールド）ヘクターというアラブ種牡馬の血を引いていた。
また、血統書の紛失などでジェネラルスタッドブックに遡れなくなった牝系もこれに含まれる。たとえばC3のカティサークという馬（1826年輸入）は帯同してきた馬の血統は判明したものの、同馬はどうやってもその血統を確認することができなかった。
コロニアルナンバーはC1からC36までの数字が振り分けられており、それ以外にも短命に終わった牝系などがc37からc74まで存在する。後者はオーストラリアのスタッドブック上では「NSB (Non-Stud-Book)」と表記されている。最初に番号を振り分けたのはニュージーランドの競馬会議幹事を務めたW・H・E・ワンクリンで、その後1949年に競馬記者のA・F・ハウワースによって更新された。さらに1956年にダグラス・バリーが『The Australian Bloodhorse』でこの番号を再びまとめ上げた。2013年現在で世界的に採用されているコロニアルナンバーは、白井透の『The Family Tables of Racehorses』に準拠したものである。

## 基礎牝馬
| No. | 基礎牝馬名                          | 代表的な馬           | 備考 |
| --- | ----------------------------------- | -------------------- | ---- |
| C1  | Sappho（生年不詳）                  | ミラクルユートピア   |      |
| C2  | Yatterina（1865年生）               | ヤマニンウエーブ     |      |
| C3  | Cutty Sark（1826年輸入）            |                      |      |
| C4  | Gipsy（1840年生）                   | ラブコンカーズオール |      |
| C5  | Dinah（1844年生）                   |                      |      |
| C6  | Adeline（1860年代生）               | グランドライト       |      |
| C7  | Black Swan（1874年生）              |                      |      |
| C8  | Lilla（1856年生）                   |                      |      |
| C9  | Young English Mare（1845年頃生）    |                      |      |
| C10 | Betty（1829年頃生）                 | ダイゴホマレ         |      |
| C11 | Belhari（1861年生）                 |                      |      |
| C12 | Contessa（1869年生）                |                      |      |
| C13 | Empress（1875年頃生）               |                      |      |
| C14 | Heris（1872年頃生）                 |                      |      |
| C15 | Cariboo（1813年頃生）               |                      |      |
| C16 | Steeltrap Mare（1834年頃生）        |                      |      |
| C17 | Sharkie（1846年頃生）               |                      |      |
| C18 | Miss Rowe（1835年生）               |                      |      |
| C19 | Josephine（1869年生）               |                      |      |
| C20 | Sybil（1855年生）                   | ハシハーミット       |      |
| C21 | Sylph（1865年生）                   |                      |      |
| C22 | Musket Maid（生年不詳）             |                      |      |
| C23 | Winnie（1878年生）                  |                      |      |
| C24 | Beatrice（1862年生）                |                      |      |
| C25 | Dudu（1846年生）                    |                      |      |
| C26 | Moth（1847年生）                    |                      |      |
| C27 | Slander（1836年生）                 |                      |      |
| C28 | Woodstock（生年不詳）               |                      |      |
| C29 | Peri（1841年生）                    |                      |      |
| C30 | Black Bess (Austin's)（1830年頃生） |                      |      |
| C31 | Jewess（生年不詳）                  |                      |      |
| C32 | Fair Ellen（1850年生）              |                      |      |
| C33 | Queen of Clubs（生年不詳）          |                      |      |
| C34 | Spray（1850年生）                   |                      |      |
| C35 | Bella（1850年頃生）                 |                      |      |
| C36 | Rosebud（1850年生）                 |                      |      |